# Scatonomus fasciculatus
Scatonomus fasciculatus är en skalbaggsart som beskrevs av Wilhelm Ferdinand Erichson 1835. Scatonomus fasciculatus ingår i släktet Scatonomus och familjen bladhorningar. Inga underarter finns listade i Catalogue of Life.